# Galanta
Galanta (německy Gallandau, maďarsky Galánta) je okresní město na Slovensku, ležící v Trnavském kraji a v trnavské diecézi. Žije zde přibližně 15 tisíc obyvatel. Přes 27 % obyvatel se hlásí k maďarské národnosti.

## Administrativní členění
Městské části
- Javorinka (do roku 1961 Štefánikovo)[2]
- Nebojsa
- Hody

části pod správou města
- Garažd
- Kolónia

## Geografie
Galanta leží ve středním pásu jihozápadního Slovenska uprostřed Podunajské nížiny. Řeka Váh protéká ve vzdálenosti asi 6 km od Galanty, stejně jako řeka Derňa, západně od nich řeka Dudváh. Nejbližší vodní plochou je Vincovo jezero vzdálené asi 5 km od města Galanta a asi 1 km od města Sládkovičovo. Město má velmi dobré klimatické podmínky s vysokou průměrnou roční teplotou a optimální vlhkost.

## Historie

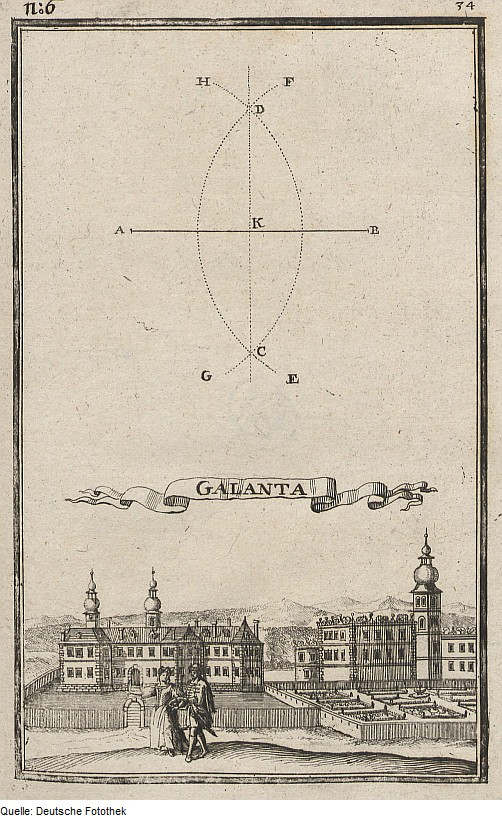
Galanta v roce 1698, mědirytina

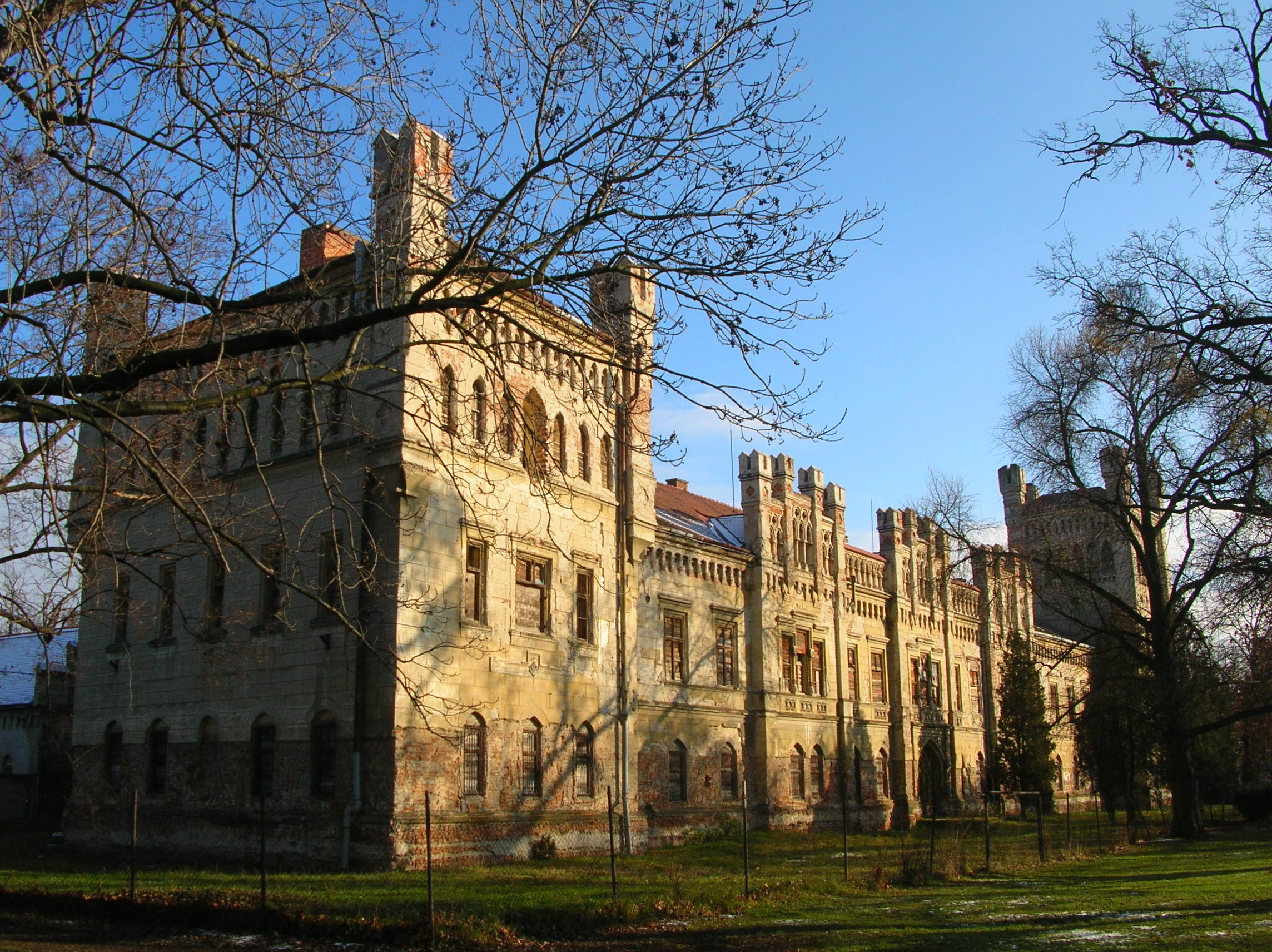
Novogotický zámek Esterházyů

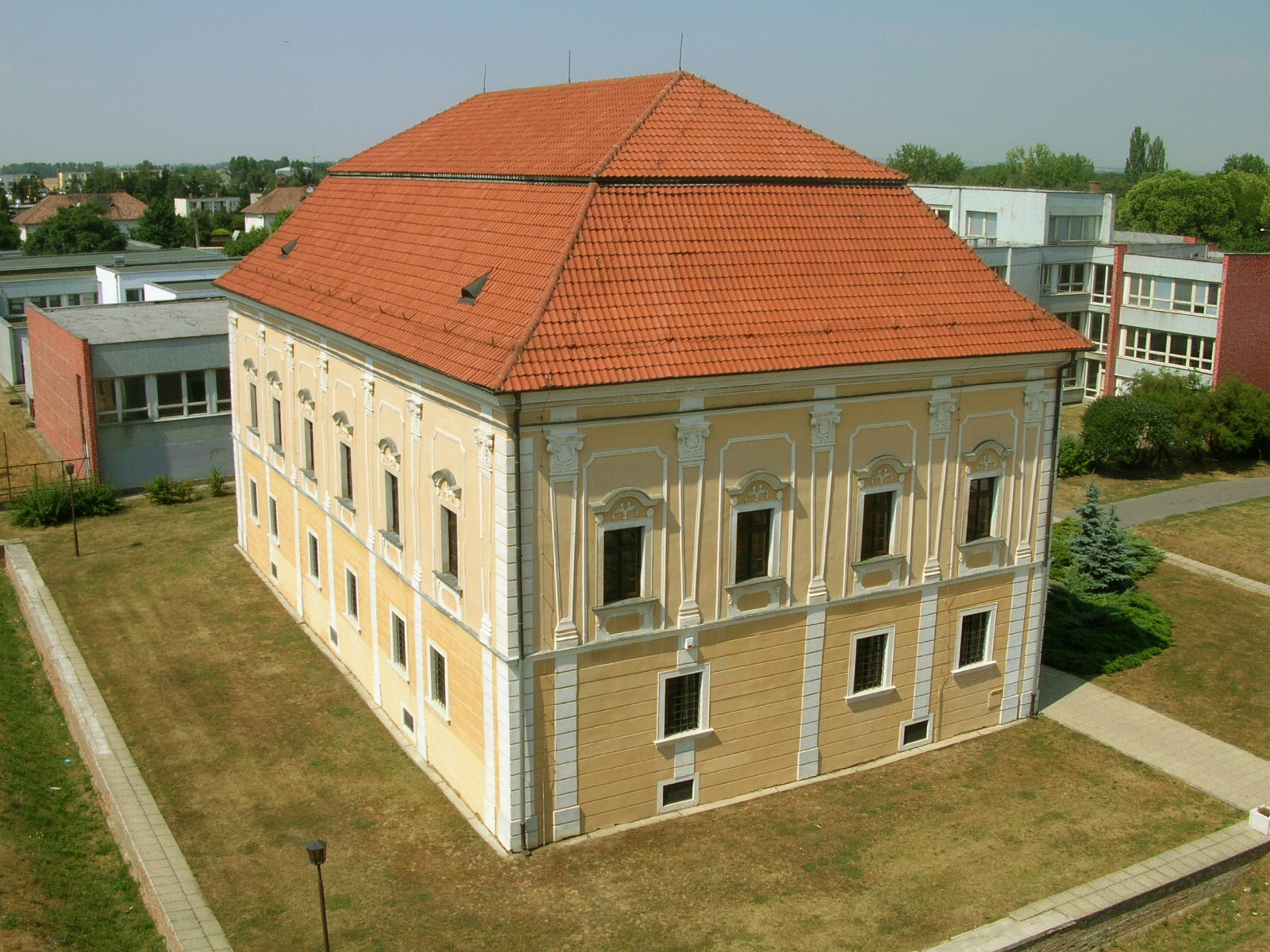
Renesanční zámek

Nejstarší stopy osídlení jsou doloženy archeologickými nálezy od neolitu. První písemná zpráva pochází z roku 1237 z listiny uherského krále Bély IV., kdy Galanta byla vesnice v majetku kláštera benediktinů v Pannonhalmě. Od roku 1421 do 19. století patřila k panství rodu Esterházyů, kteří zde postupně vybudovali dva opevněné hrady a jeden zámek. Roku 1635 Galanta získala od císaře Ferdinanda II. Habsburského městská práva s právem pořádat čtyři výroční trhy, což vedlo k rozvoji řemesel a cechů. Nástup průmyslu byl podmíněn výstavbou železniční trati Bratislava–Budapešť a napojením na Povážskou železnici přes Leopoldov roku 1883. Do roku 1918 bylo území města součástí Uherska. V roce 1938 zde žilo 1176 Židů.  V důsledku první vídeňské arbitráže byla Galanta v letech 1938 až 1945 součástí Maďarska.
Historické centrum města s památnými budovami bylo v letech 1948-1980 zlikvidováno.

## Hospodářství
Převažuje průmysl. Od roku 2002 působí v Galantě společnost Samsung Electronics Slovakia.

## Doprava
Galanta je železničním uzlem na křižovatce dvou tratí; jedná se o železniční trať Bratislava–Štúrovo a o železniční trať Galanta–Leopoldov. Galantou prochází silnice 75 a 507.

## Kultura
V Galantě prožil část dětství Zoltán Kodály, jehož otec zde byl vedoucí železniční stanice. Kodály se zde inspiroval lidovými tanci – orchestrální suita „Tance z Galanty“    (1934). Skladatelova socha byla slavnostně odhalena v roce 1982 v parku naproti kostelu.

## Památky
- Renesanční zámek s barokní fasádou a mansardovou střechou
- Novogotický zámek (kaštiel) – rozsáhlá čtyřkřídlá stavba ve stylu tudorovské novogotiky ze 40. let 19. století
- Ruina opevněného hradu Nebojsa
- Pohřební kaple Esterházyů – založili ji Josef Esterházy a jeho manželka Rosalie, rozená Barthodeiszká
- Kostel sv. Štěpána krále
- Železniční nádraží z 60. let 19. století
- Židovský hřbitov[4]
- Památník obětem holocaustu[4]

## Osobnosti
- Michal Dočolomanský, herec
- Karol Duchoň, zpěvák
- Mikuláš Esterházy, maďarský kníže
- Norbert Gombos, tenista
- Zoltán Kodály, hudební skladatel
- Tomáš Kovács, boxer
- Ivan Pavle, slovenský malíř
- Pavel Pochylý, horolezec
- Armin Stern, malíř[5][6]

## Partnerská města
- Mikulov, Česko
- Albignasego, Itálie
- Tótkomlós, Maďarsko
- Kecskemét, Maďarsko
- Paks, Maďarsko
- Bečej, Srbsko

## Galerie

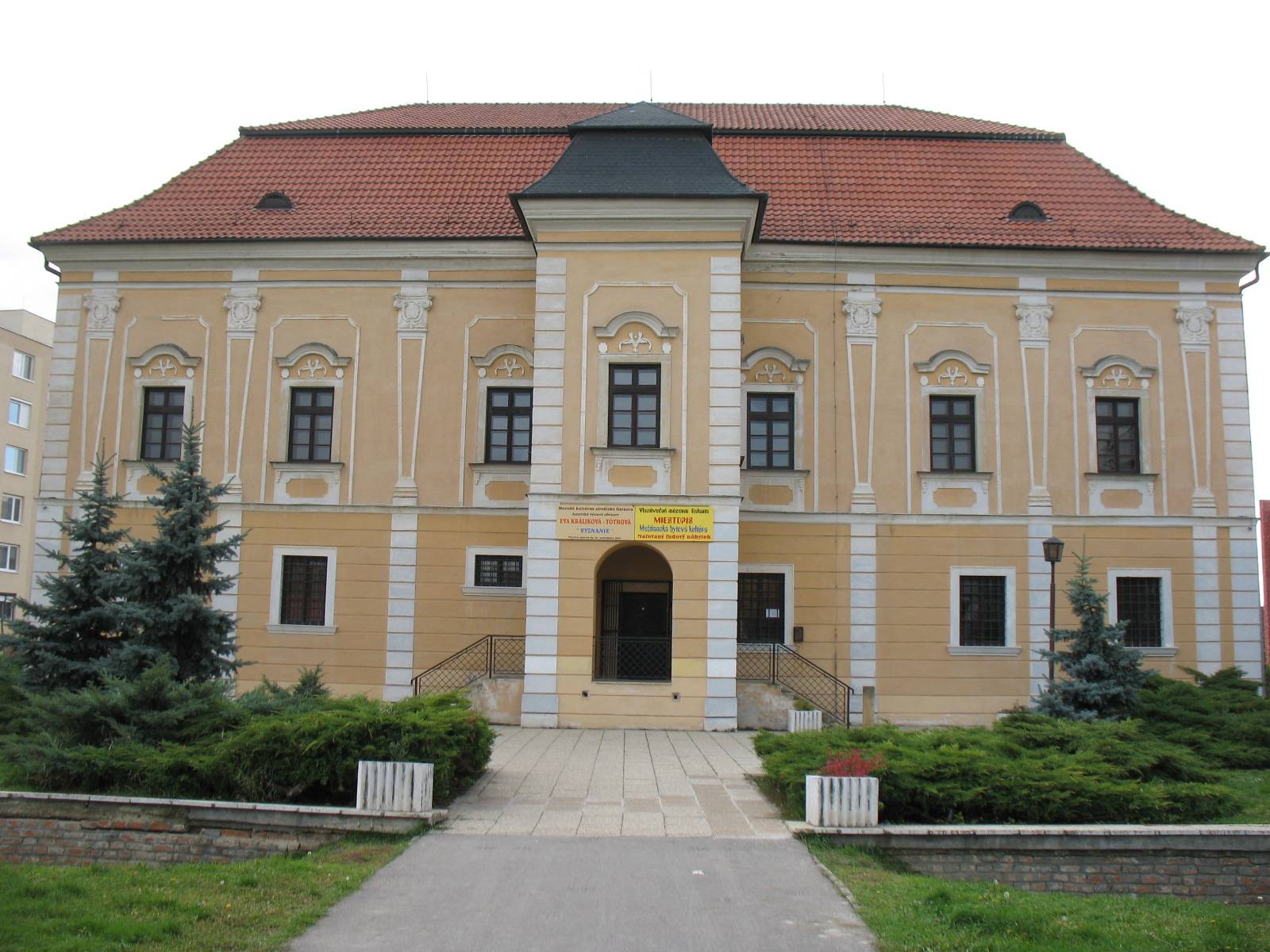
Renesanční zámek
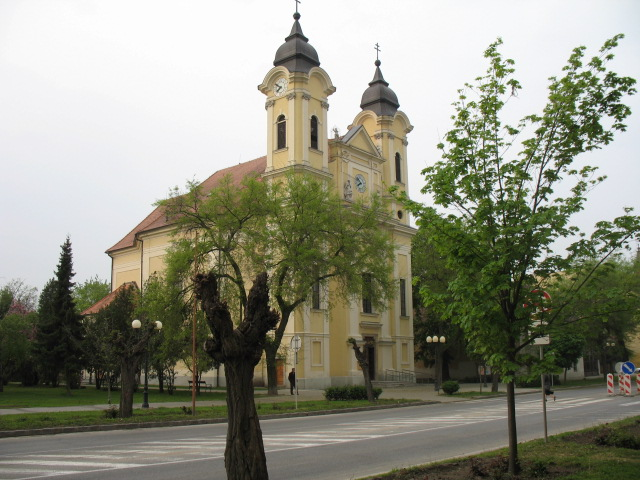
Kostel sv. Štěpána
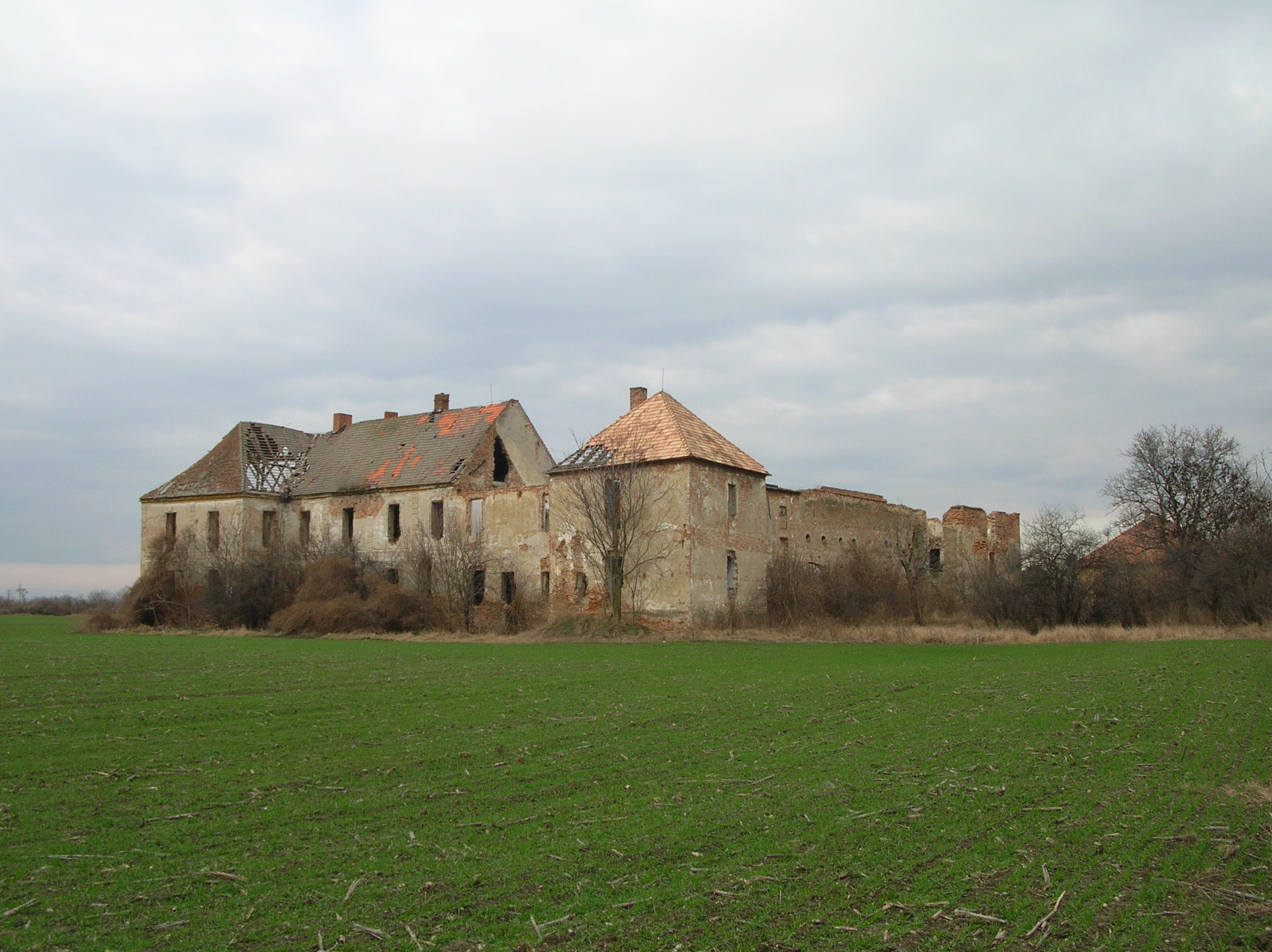
Ruina hradu Nebojsa
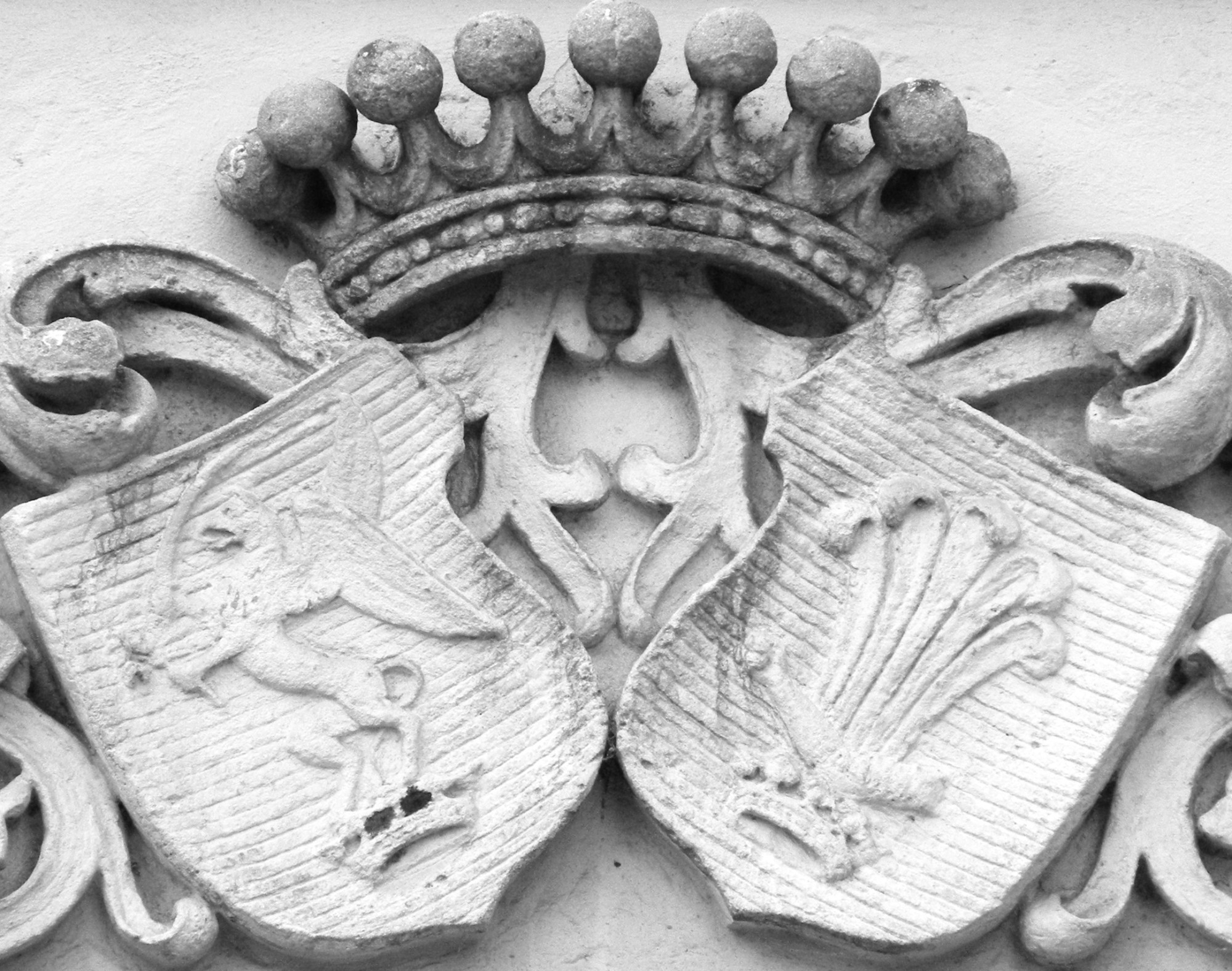
Alianční erb na kapli Esterházyů
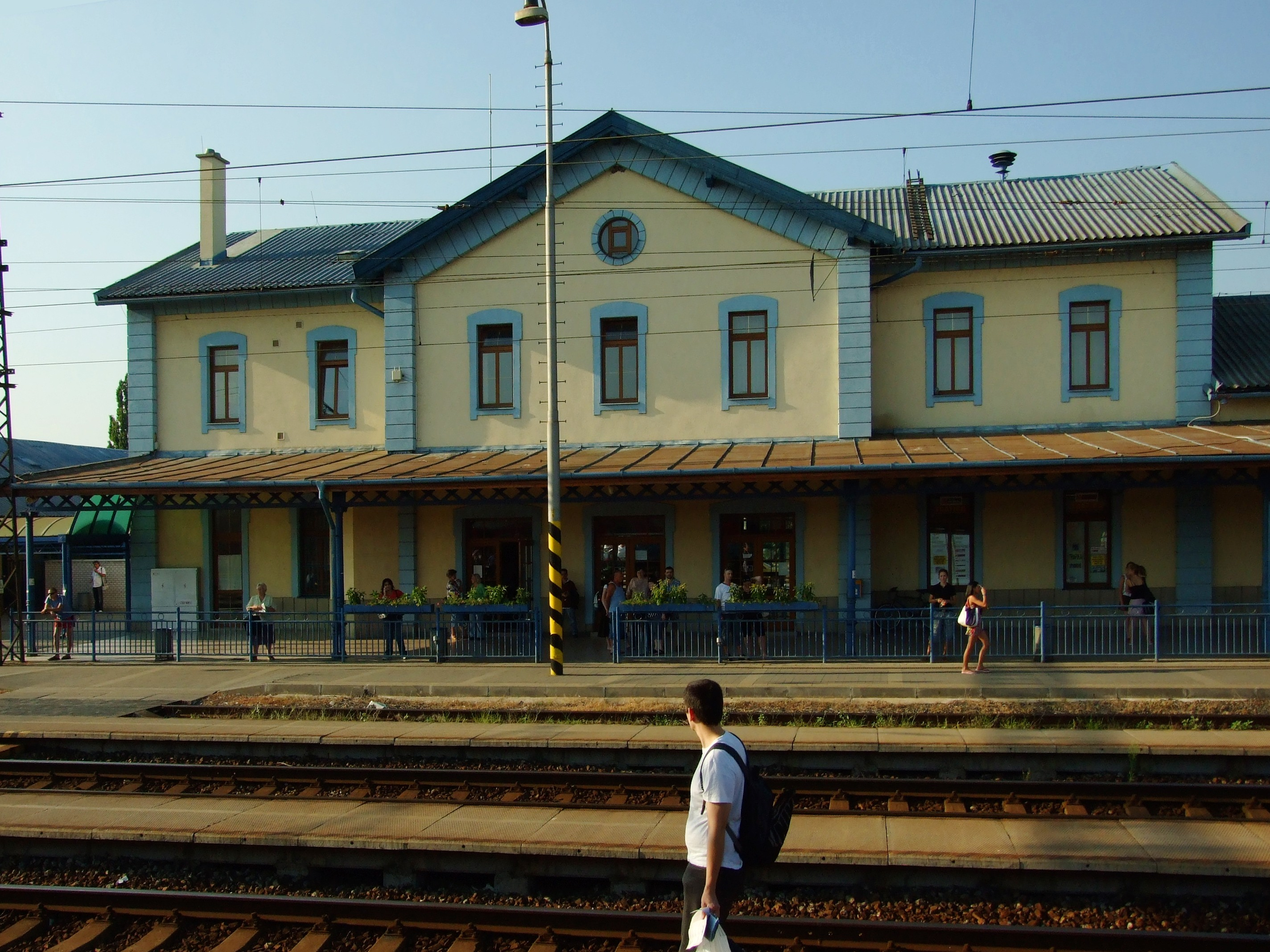
Nádraží